# Pat Sajak

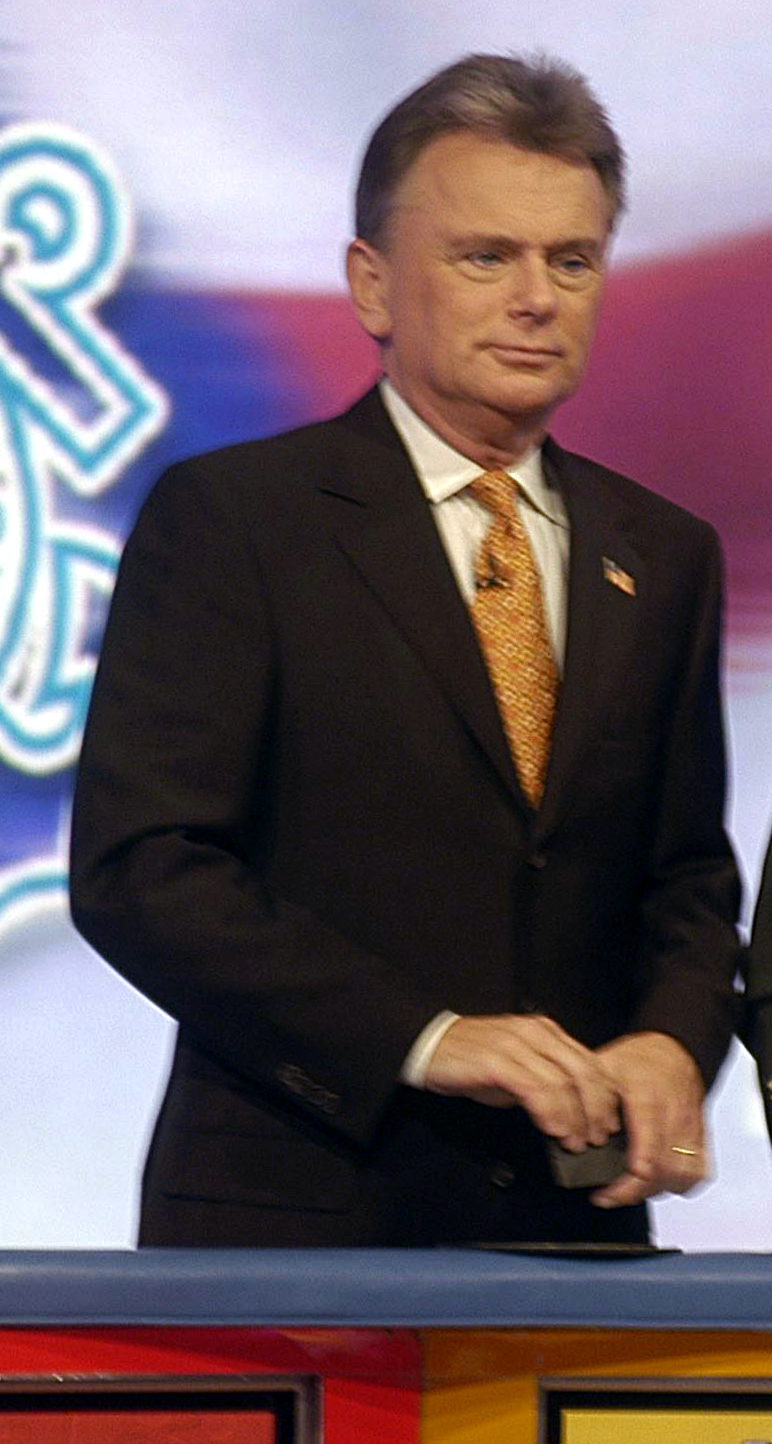
Pat Sajak (2006)

Pat Sajak (* 26. Oktober 1946 in Chicago, Illinois) ist ein US-amerikanischer Moderator. Er moderierte von 1981 bis 2024 die amerikanische Variante des Glücksrads (Wheel of Fortune) von CBS.
Pat Sajak wurde als Sohn eines polnisch-amerikanischen LKW-Fahrers geboren.
Er begann seine Moderatoren-Karriere als Nachrichtensprecher eines lokalen Radiosenders, wo er die Nachrichten in der Zeit von Mitternacht bis 6 Uhr morgens moderierte. Im Jahr 1968 trat er der US Army bei und wurde nach Vietnam geschickt. Dort arbeitete er auch als Radioansager für die Streitkräfte.
1977 wurde er von KNBC-TV in Los Angeles als „Wettermann“ engagiert. Schließlich 1981 wurde Sajak von Merv Griffin, dem kreativen Leiter von Jeopardy! und Wheel of Fortune gefragt, ob er nicht die Nachfolge von Chuck Woolery antreten wolle. Sajak sagte zu und ist bis heute Moderator der Game-Show Wheel of Fortune. Im Jahr 2001 spielte er in der Folge "Volles Programm" der Sitcom King of Queens mit.
Eine eigene Talkshow von Sajak auf CBS „floppte“ und wurde schnell wieder abgesetzt.